# Regione di Haut-Sassandra
La regione dell'Alto Sassandra (in francese: Haut-Sassandra) è una delle 31 regioni della Costa d'Avorio ed è situata nel distretto di Sassandra-Marahoué. Prende il nome dal fiume Sassandra. Comprende tre dipartimenti: Daloa, Issia, e Vavoua.
| Controllo di autorità | VIAF (EN) 118148570717624312109 |